# 策勒河
策勒河是中华人民共和国新疆维吾尔自治区的一条河流，位于塔里木盆地，该河全长109千米，集水面积约2032平方千米，年均径流量约为1.21亿立方米。根据策勒水文站测定，该河夏季富水期径流量占全年的73.7%，冬季枯水期径流量占全年的3.3%。